# TUE Série 100 (EFCB)
O TUE Série 100 (EFCB) foi o primeiro trem-unidade elétrico (TUE) utilizado em larga escala no Brasil. Adquiridos em 1934 pela Estrada de Ferro Central do Brasil, os primeiros trens prestaram serviço de transporte de passageiros em 10 de julho de 1937. Os últimos trens foram aposentados do serviço ativo em fevereiro de 1983, embora seus carros reboques sobreviventes ainda sejam utilizados ocasionalmente pela CPTM, Trensurb e SuperVia como carros de manutenção de rede aérea.

## História

### Projeto e construção
Com o crescimento do número de passageiros nos subúrbios do Rio de Janeiro, a Central do Brasil planejou a eletrificação dos mesmos. Após tentativas frustradas em 1909 e 1919 (quando a empresa GE chegou a ser contratada mas os recursos desapareceram em meio a denúncias de corrupção que resultaram no Escândalo da eletrificação da Estrada de Ferro Central do Brasil), o projeto de eletrificação dos subúrbio da Central saiu do papel apenas em 1933, quando o governo federal autorizou o lançamento de grande concorrência para a eletrificação de 334 km de linhas (incluindo o fornecimento de trens). As seguintes empresas concorreram:
- Metropolitan-Vickers (Reino Unido);
- General Electric (EUA);
- Ansaldo (Itália)
- Société Anonyme des Ateliers de Sécheron (Suíça)
- AEG
- Siemens

Após a análise das propostas, a empresa Metropolitan-Vickers foi declarada vencedora, tendo oferecido um contrato de implantação por £ 2.878.733,00. O valor foi pago pelo Banco do Brasil em 10 prestações em até 5 anos após a assinatura do contrato. Apesar dos protestos das empresas derrotadas, o contrato com a empresa britânica foi assinado em 14 de março de 1935. Considerando sua experiência na eletrificação da ferrovia Southearn Railway, em Londres, a Metropolitan-Vickers sugeriu aos engenheiros da Central o fornecimento de trens-unidade elétricos, com formação de 3 carros (Reboque Cabine 1+Motor+ Reboque Cabine 2), que permitiriam acoplamentos de tração múltipla de 6 e 9 carros.
O contrato original de fornecimento dos trens previu o fornecimento de 78 trens-unidade, sendo 78 carros motores e 156 carros reboques-totalizando 234 carros, com a entrega da primeira unidade em até 18 meses após a assinatura. Os carros foram fabricados pela Metropolitan-Vickers em Londres e transportados de navio para o Brasil. O primeiro trem foi entregue em dezembro de 1936, tendo efetuado sua primeira viagem de testes em 21 de dezembro daquele ano.Até 1938 foram entregues 63 trens-unidade completos e peças para a construção/manutenção dos demais.

### Interrupção e retomada
Com a Metropolitan Vickers envolvida no esforço de guerra britânico na Segunda Guerra Mundial, o contrato com a Central é abandonado pela mesma. Apesar da ampliação da oferta de lugares de 16 mil por sentido para 52 mil, o número de passageiros nos trens de subúrbio cresceu ainda mais. Isso obrigou a Central a encomendar junto à Metropolitan Vickers mais 30 trens-unidade de 3 carros em 1945. Os trens chegaram em 1948. Com isso, a frota construída alcançou 90 trens-unidade.
| Ano   | Quantidade |
| ----- | ---------- |
| 1937  | 3          |
| 1938  | 57         |
| 1948  | 30         |
| Total | 90         |

## Operação (Rio de Janeiro)

### EFCB/RFFSA (1937-1983)
| Frota Série 100 |
| |
| Fontes: RFFSA e CBTU - a - 6 carros de manutenção da CPTM,Supervia e Trensurb capazes de formar dois TUE's - a - um TUE abandonado na Estação Barão de Mauá, Rio de Janeiro. |

Após entrar em operação em 10 de julho de 1937, a Série 100 foi ampliada de 3 trens para 60 no ano seguinte e para 90 em 1948. Com isso, o número de passageiros transportados pelos subúrbios da Central passou de 112 milhões em 1943 para 184 milhões em 1949. Inicialmente divididos por classes (1ª e 2ª), os trens de subúrbio passaram a operar em classe única por conta do crescimento da demanda de passageiros transportados. A Segunda Guerra Mundial e o seu rescaldo fizeram com que a frota ficasse sem peças suficientes de reposição. Os acidentes de Anchieta e Nova Iguaçu também diminuíram o número de trens disponíveis. Dessa forma, em 1954 haviam apenas 25 trens disponíveis para a operação (representando 28% de disponibilidade). A precariedade de operação fez com que o número de passageiros transportados anualmente despencasse para 165 milhões naquele ano. Ao mesmo tempo, os trens viajam superlotados e isso causava danos em seus truques (preparados para uma quantidade menor de passageiros) que rachavam, em seus motores de tração que, sobrecarregados, superaqueciam e queimavam. Com isso, a população passou a apelidá-los de "Cacarecos".
Apesar de reformas emergenciais, com a troca de truques de ferro fundido por outros de aço e da repotencialização dos motores de 175 HP para 225 HP, a Série 100 passou a ser preterida pelas Séries 200 e 400, adquiridas entre 1954 e 1964. Com isso ,alguns trens Série 100 foram cedidos para os subúrbios de São Paulo e Belo Horizonte. Em 1963 apenas 46 trens-unidade estavam em operação (a frota total era de 146 trens-unidade sendo 46 Série 100 e 100 Série 200).
Após a entrada em serviço dos trens unidade das Séries 500 (1978), 700 (1981), 800 e 900 (1980), a Série 100 passou a prestar cada vez menos serviços até as quatro últimas unidades serem aposentadas do tráfego pesado da RFFSA em fevereiro de 1983. Às 12h43 de 9 de fevereiro de 1983 o Ministro dos Transportes Cloraldino Soares Severo deu a partida no último trem Série 100, que realizou em 43 minutos a viagem entre as estações Central do Brasil e Deodoro.

## Operação (São Paulo)

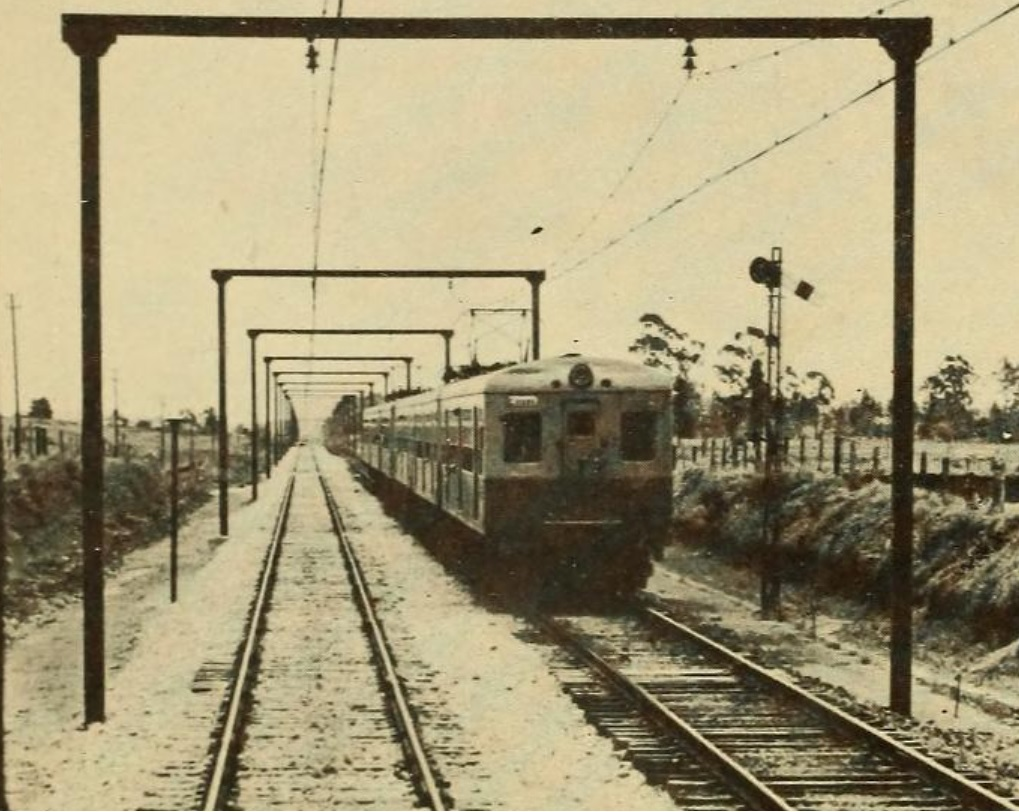
Um Trem Série 100 operando em São Paulo, 1964.

### EFCB/RFFSA (1958-1978)
Com a eletrificação tardia dos subúrbios de São Paulo, os primeiros trens empregados foram doze unidades da Série 100. Os primeiros trens circularam na Linha Leste (Roosevelt-Mogi) em 13 de julho de 1958. Em 1 de março de 1962 foi concluída a eletrificação da Linha Variante (Engenheiro Gualberto-Calmon Viana) e o uso da Série 100 foi intensificado. Com a construção e a entrega dos trens da Série 400 entre 1965/67, os trens da Série 100 passaram a ser confinados ao serviço da Variante Poá até serem substituídos pelos novos trens da Série 401/431 entre 1976/77.

## Unidades sobreviventes

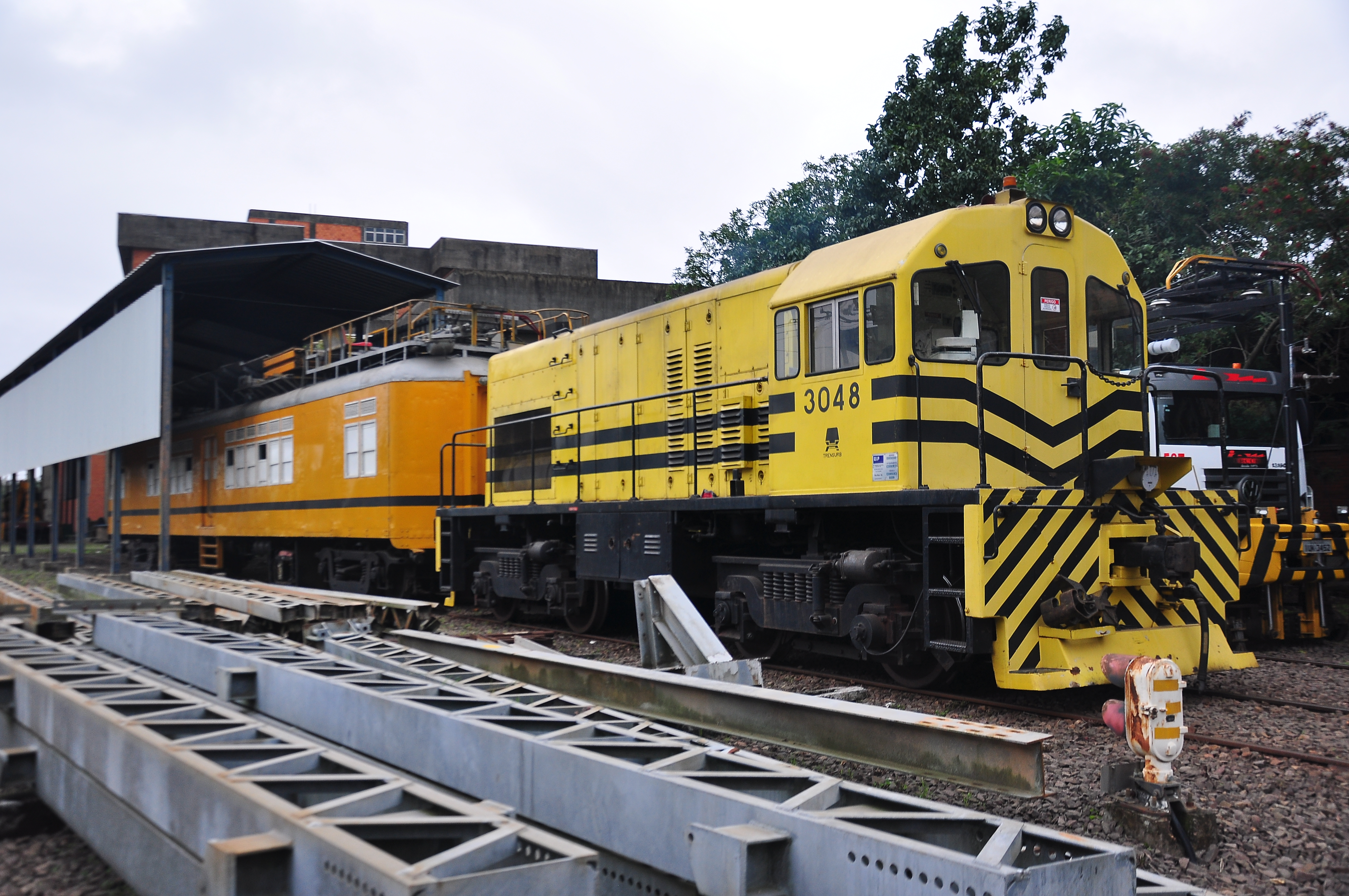
Carro da Série 100 acoplado a uma locomotiva GE U6B, utilizado na manutenção da rede aérea do Metrô de Porto Alegre (2017).

Após a aposentadoria em 1983 alguns trens-unidade foram enviados para São Paulo, onde um serviu como trem de manutenção de rede aérea da CBTU e da CPTM enquanto a outra unidade encontrava-se abandonada no pátio da Lapa. Alguns carros ainda foram utilizados brevemente pela MRS Logística como trem de apoio até serem sucateados.
As unidades restantes permaneceram no Rio e se tornaram trens de manutenção de rede aérea da CBTU/Flumitrens e SuperVia. Uma unidade foi estacionada na estação Barão de Mauá para preservação futura.
Um carro foi distribuído para a unidade regional da RFFSA no Rio Grande do Sul e foi utilizado na implantação do metrô de Porto Alegre. Desde 1985 o carro é utilizado para a manutenção do metrô, tendo sido revitalizado em 2010.

## Galeria

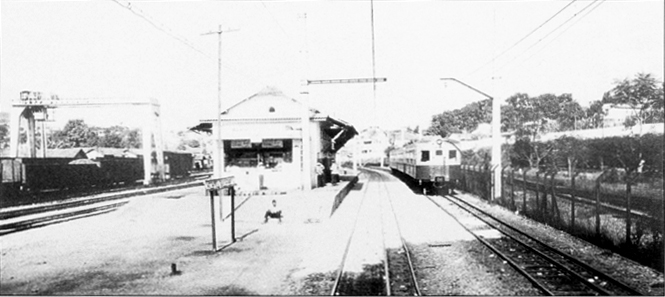
Um trem da Série 100 operando em Belo Horizonte, década de 1960.
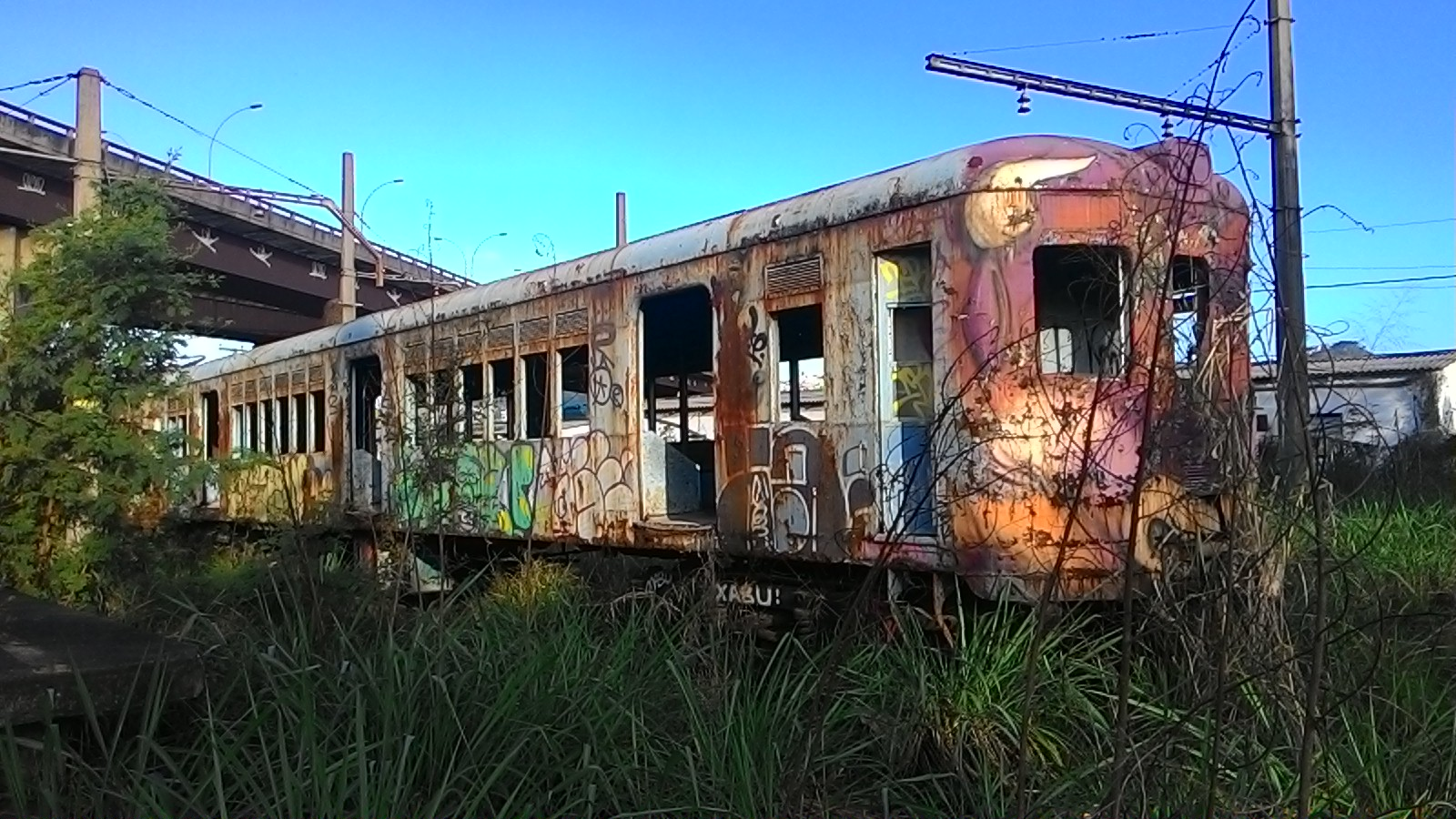
UM TUE Série 100 abandonado na estação Barão de Mauá, 2017.

## Acidentes e incidentes

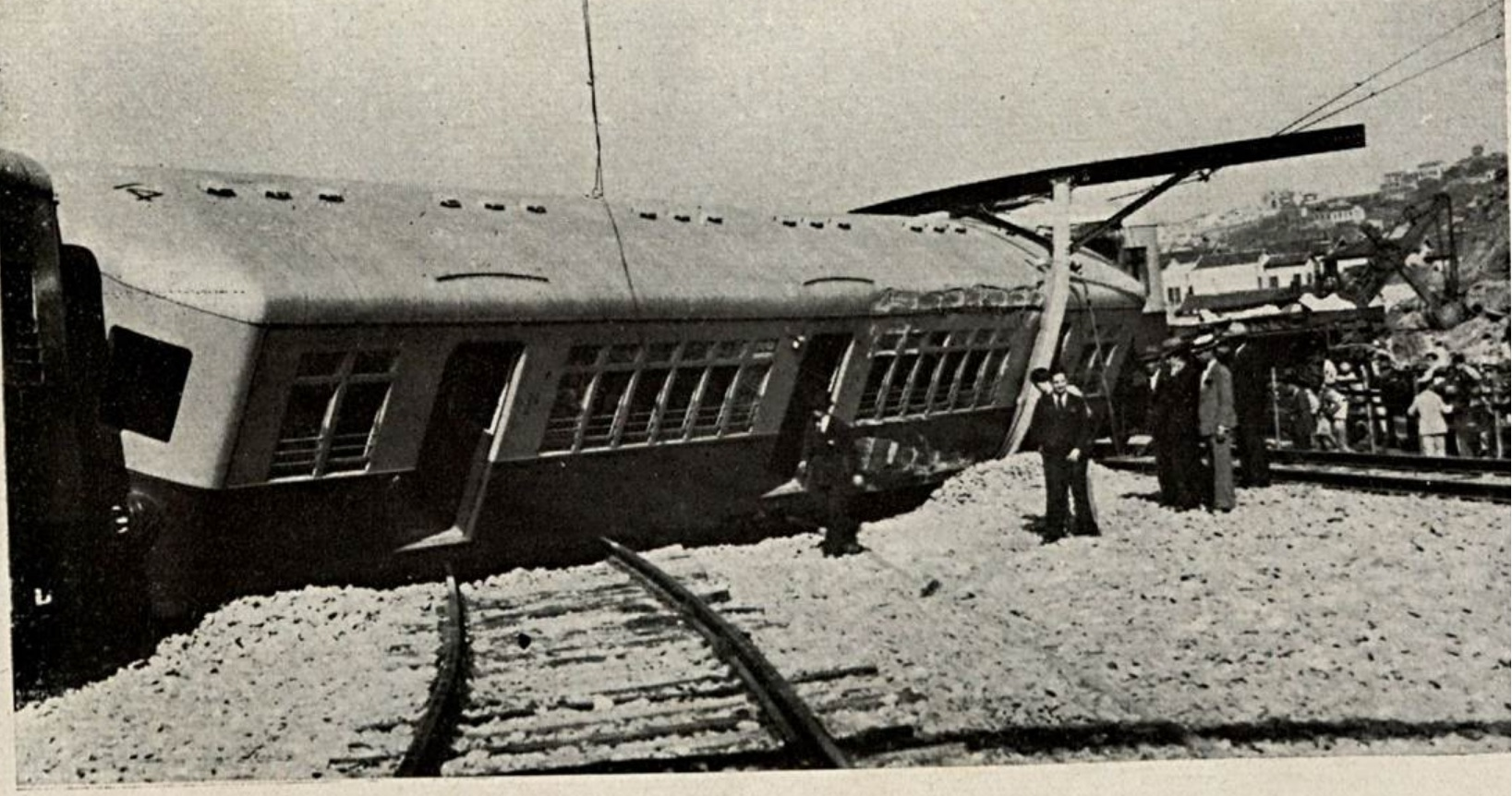
Descarrilamento ocorrido em 1938.

O Trem Série 100 acabou envolvido em vários acidentes. Alguns foram os maiores acidentes ferroviários brasileiros:
- 25 de março de 1938 - Rio de Janeiro: Durante aproximação para entrar na Estação Central do Brasil um trem Série descarrilou após passar sobre um Aparelho de mudança de via acionado antes do tempo pelo operador do controle de tráfego. Esse foi o um dos primeiros acidentes graves com um trem-unidade elétrico no Brasil, embora não tenha deixado feridos graves.[17]

- 27 de fevereiro de 1951 - Nova Iguaçu: Colisão entre trem Série 100 e trem de longo percurso, com carros de madeira. Quatro mortos e dezenas de feridos;[18]

- 7 de junho de 1951 - Nova Iguaçu: Colisão entre trem Série 100 e um caminhão tanque quebrado que estava sendo rebocado na passagem de nível da estação Nova Iguaçu. Com a colisão, ocorreu uma explosão do tanque do caminhão que rapidamente atingiu o trem matando 54 pessoas e ferindo outras dezenas;[19]

- 4 de março de 1952: Acidente ferroviário de Anchieta. Após a quebra de um trilho, um trem de passageiros de longo percurso com locomotiva elétrica e carros de madeira chocou-se lateralmente com um trem Série 100 que seguia em sentido contrário na via paralela. Saldo de 119 mortos e mais de 250 feridos;

- 5 de junho de 1959: Acidente ferroviário de Engenheiro Goulart (1959). Dois trens da Série 100 chocaram-se na altura da estação de Engenheiro Goulart. O acidente causou a morte de 50 pessoas e ferimentos em 120;